# 10853 Aimoto
10853 Aimoto è un asteroide della fascia principale. Scoperto nel 1995, presenta un'orbita caratterizzata da un semiasse maggiore pari a 2,3114129 UA e da un'eccentricità di 0,0680566, inclinata di 6,86074° rispetto all'eclittica.